# St. Mary, South Elmham otherwise Homersfield
St. Mary, South Elmham otherwise Homersfield – civil parish w Anglii, w Suffolk, w dystrykcie East Suffolk. W 2011 civil parish liczyła 158 mieszkańców.